# Messerschmitt Me 262
Messerschmitt Me 262 Schwalbe („Rândunica”) a fost primul avion cu reacție operațional din lume introdus de Luftwaffe.
Messerschmitt Me 262 este primul avion cu reacție operațional, intrat în producția de serie în iunie 1944. Motorizat cu două turboreactoare Junkers-Jumo-004B-1/2/3-Orkan, avionul avea anvergura de 12,51 m, o lungime de 10,60 m și o greutate maximă la start de 7.130 kg. Viteza maximă era de 870 km/h, cu o rază de acțiune de 1.050 km. Era echipat cu patru tunuri automate de 30 mm și putea să transporte bombe în greutate de 1.000 kg. Intrat târziu în luptă, Messerschmitt Me 262 nu a mai putut influența soarta războiului.
A fost produs în 1 430 de bucăți de compania Messerschmitt AG, fiind un avion de vânătoare, dar care putea îndeplini și misiuni de bombardament. Me 262 a avut doi operatori, Luftwaffe și Forțele Aeriene ale Cehoslovaciei, dar a fost scos din uz în 1945 de germani, iar în 1957 de cehoslovaci..